# Ludger Beerbaum
Ludger Beerbaum (n. 26 august 1963, Detmold, Republica Federală Germania, Germania) este un sportiv ce a reprezentat Germania, medaliat olimpic. A participat la 7 ediții ale Jocurilor Olimpice (1988, 1992, 1996, 2000, 2004, 2008, 2016) în care a câștigat două medalii de aur.